# إدارة ولاية تكساس للحياة البرية
إدارة ولاية تكساس للحياة البرية (تبود) هي وكالة ولاية تكساس التي تشرف على وحماية الحياة البرية ومواطنها. وبالإضافة إلى ذلك، فإن الوكالة مسؤولة عن إدارة حدائق الدولة والمناطق التاريخية. وتتمثل مهمتها في إدارة وحفظ الموارد الطبيعية والثقافية لتكساس وتوفير الصيد والصيد وفرص الترفيه في الهواء الطلق للاستخدام والتمتع بالأجيال الحالية والمقبلة.
يقع مقر الوكالة في 4200 سميث ششول رود في أوستن.

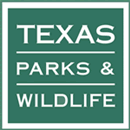
الشعار الرسمي

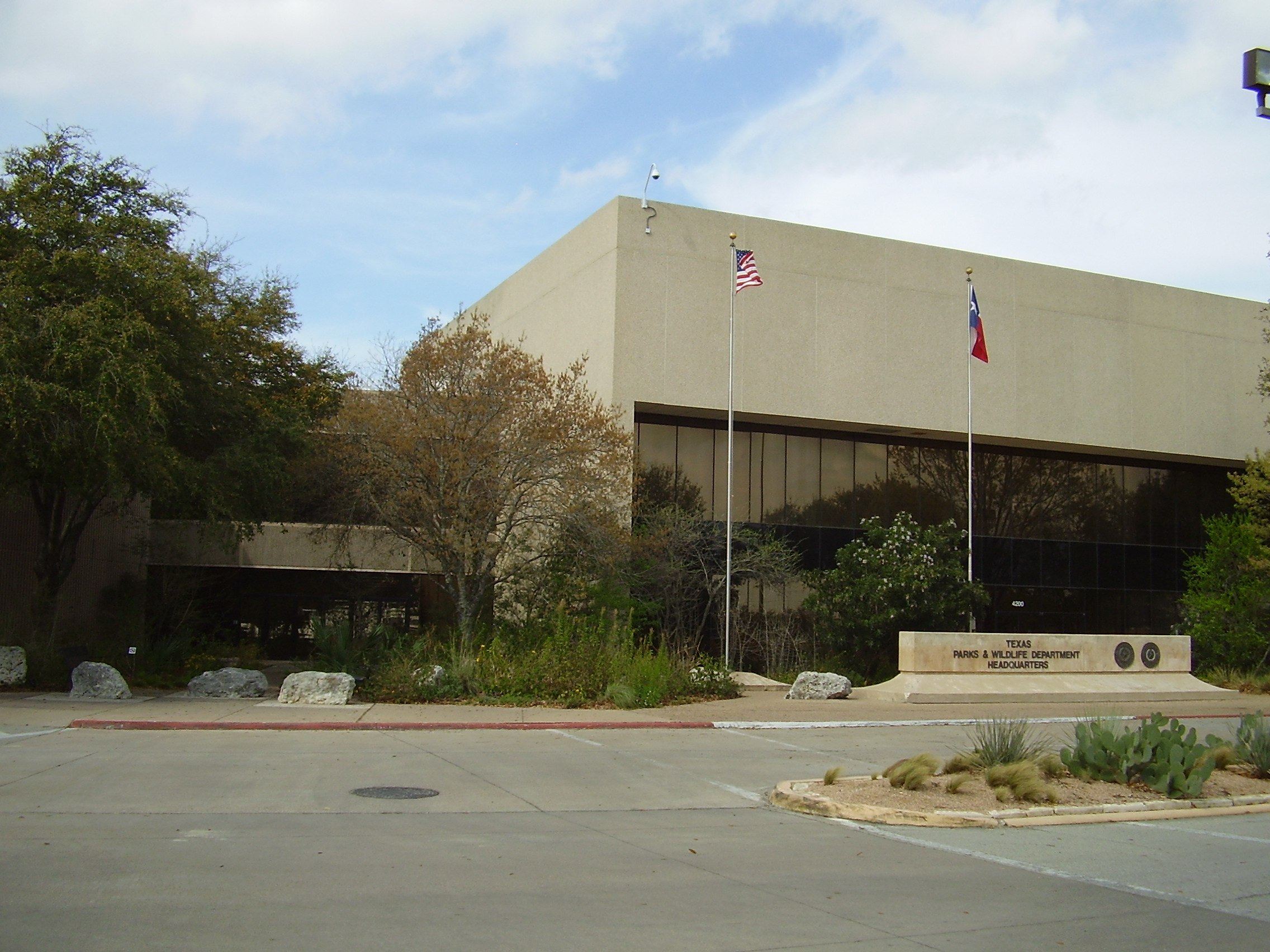
المقر الرئيسي للإدارة